# هاشم‌آباد (گلبهار)
هاشم‌آباد، روستایی از توابع بخش گلمکان شهرستان گلبهار در استان خراسان رضوی ایران است.

## جمعیت
این روستا در دهستان گلمکان قرار دارد و براساس سرشماری مرکز آمار ایران در سال ۱۳۸۵، جمعیت آن ۳۰۲ نفر (۷۷خانوار) بوده‌است.